# Gecse-Gyarmat vasútállomás
Gecse-Gyarmat vasútállomás egy Veszprém vármegyei vasútállomás, Gecse településen, a MÁV üzemeltet.
A két névadó település határvonala mellett, de teljes egészében gecsei területen helyezkedik el – viszont Gyarmat lakott területeihez jóval közelebb –, a 8305-ös út vasúti keresztezésétől nem messze északra. Az állomásnak kiépített közúti megközelítési útvonala egyébként nincs, csak egy gyenge minőségű önkormányzati úton érhető el.

## Vasútvonalak
Az állomást az alábbi vasútvonalak érintik:
- Győr–Celldömölk-vasútvonal

## Kapcsolódó állomások
A vasútállomáshoz az alábbi állomások vannak a legközelebb:
- Szerecseny megállóhely (Győr–Celldömölk-vasútvonal)
- Vaszar vasútállomás (Győr–Celldömölk-vasútvonal)

## Forgalom
| Járat               | Útvonal | Gyakoriság        |
| ------------------- | --- | ----------------- |
| személyvonat        | Győr – Győr-Gyárváros – Győrszabadhegy – Ménfőcsanak felső – Gyömöre-Tét – Szerecseny – Gecse-Gyarmat – Vaszar – Pápa – Mezőlak – Mihályháza – Vinár – Külsővat – Celldömölk | Kb. 2 óránként    |
| Tanúhegy sebesvonat | Győr – Győr-Gyárváros – Győrszabadhegy – Ménfőcsanak felső – Gyömöre-Tét – Szerecseny – Gecse-Gyarmat – Vaszar – Pápa – Mezőlak – Mihályháza – Vinár – Külsővat – Celldömölk – Ukk – Sümeg – Tapolca – Raposka – Balatonederics – Balatongyörök – Vonyarcvashegy – Gyenesdiás (← Alsógyene) – Keszthely | Nyáron napi 1 pár |